# 浙西大峡谷
浙西大峡谷位于浙江省杭州市临安区境内的清凉峰国家级自然保护区内，是国家4A级旅游景区。由临安浙西大峡谷旅游开发有限公司开发运营。

## 简介
峡谷境内山高水急，山为黄山延伸的余脉，水是钱塘江水系的源流。旅游区为线型环带状，全长80公里共分三个景段：第一景段称“龙井峡”，长18公里；第二景段“上溪峡”长26公里，是昌化鸡血石的唯一产区；第三景段称“浙门峡”，长近30公里，峡谷内山瀑叠生。
目前已建成开放的仅是第一景段「龙井峡」，其主要景点包括柘林瀑、剑门关、嬉水滩、社门湾、老碓溪、婚育风情文化苑、狮象湾、白马崖等。

## 游览
全线票价（通票）110元/人，分段为每段60元/人。
开园时间：3月2日-11月30日，7:00-17:30；12月1日-3月1日，8:00-16:00；
在杭州古荡或汽车西站有K598次公共汽车至临安，然后转乘开往仁里、岛石、新桥方向的汽车，直达大峡谷镇。或在汽车西站乘杭州直达昌化镇的车，在昌化西站转乘中巴，直达大峡谷镇。